# Örményország a 2004. évi nyári olimpiai játékokon
Örményország a görögországi Athénban megrendezett 2004. évi nyári olimpiai játékok egyik részt vevő nemzete volt. Az országot az olimpián 8 sportágban 18 sportoló képviselte, akik érmet nem szereztek.

## Atlétika
Férfi
| Versenyző          | Versenyszám | Selejtező | Selejtező | Döntő    | Döntő    |
| Versenyző          | Versenyszám | Eredmény  | Helyezés  | Eredmény | Helyezés |
| ------------------ | ----------- | --------- | --------- | -------- | -------- |
| Armen Martiroszjan | Hármasugrás | 15,05 m   | 43.       | kiesett  | kiesett  |

Női
| Versenyző       | Versenyszám | Előfutam | Előfutam | Előfutam | Negyeddöntő | Negyeddöntő | Negyeddöntő | Elődöntő | Elődöntő | Elődöntő | Döntő   | Döntő    |
| Versenyző       | Versenyszám | Idő      | Hely.    | Össz.    | Idő         | Hely.       | Össz.       | Idő      | Hely.    | Össz.    | Idő     | Helyezés |
| --------------- | ----------- | -------- | -------- | -------- | ----------- | ----------- | ----------- | -------- | -------- | -------- | ------- | -------- |
| Marine Gazarjan | 100 m       | 12,29    | 6.       | 50.      | kiesett     | kiesett     | kiesett     | kiesett  | kiesett  | kiesett  | kiesett | kiesett  |

## Birkózás

### Férfi
Kötöttfogású
| Versenyző         | Versenyszám | Csoportkör                                                                   | Csoportkör | Negyeddöntő       | Elődöntő          | Bronz- mérkőzés   | Döntő             | Helyezés |
| Versenyző         | Versenyszám | Ellenfél Eredmény                                                            | Hely.      | Ellenfél Eredmény | Ellenfél Eredmény | Ellenfél Eredmény | Ellenfél Eredmény | Helyezés |
| ----------------- | ----------- | ---------------------------------------------------------------------------- | ---------- | ----------------- | ----------------- | ----------------- | ----------------- | -------- |
| Vaginak Galsztjan | 66 kg       | A csoport · Jimmy Samuelsson (SWE) · 2-5 · Makszim Szemjonov (RUS) · 2-2 PP  | 2.         | kiesett           | kiesett           | kiesett           | kiesett           | 8.       |
| Levon Gegamjan    | 84 kg       | A csoport · Vjacsaszlav Makaranka (BLR) · 0-3 · Andrea Minguzzi (ITA) · 11-0 | 2.         | kiesett           | kiesett           | kiesett           | kiesett           | 8.       |
| Hajkaz Galsztjan  | 120 kg      | A csoport · Yannick Szczepaniak (FRA) · 1-3 · Rafael Barreno (VEN) · 9-3     | 2.         | kiesett           | kiesett           | kiesett           | kiesett           | 9.       |

Szabadfogású
| Versenyző             | Versenyszám | Csoportkör                                                                                 | Csoportkör | Negyeddöntő       | Elődöntő          | Bronz- mérkőzés   | Döntő             | Helyezés |
| Versenyző             | Versenyszám | Ellenfél Eredmény                                                                          | Hely.      | Ellenfél Eredmény | Ellenfél Eredmény | Ellenfél Eredmény | Ellenfél Eredmény | Helyezés |
| --------------------- | ----------- | ------------------------------------------------------------------------------------------ | ---------- | ----------------- | ----------------- | ----------------- | ----------------- | -------- |
| Martin Berberjan      | 55 kg       | G csoport · Amiran Kardanov (GRE) · 2-3 · O Szongnam (PRK) · 2-5 · Harun Doğan (TUR) · 5-3 | 3.         | kiesett           | kiesett           | kiesett           | kiesett           | 11.      |
| Zsirajr Hovhanniszjan | 66 kg       | C csoport · Apósztolosz Taszkúdisz (GRE) · 12-6 · Rames Kumár (IND) · 1-3                  | 2.         | kiesett           | kiesett           | kiesett           | kiesett           | 11.      |
| Arajik Gevorgjan      | 74 kg       | C csoport · Gennagyij Lalijev (KAZ) · 0-5 · Nate Ackerman (GBR) · 11-0                     | 2.         | kiesett           | kiesett           | kiesett           | kiesett           | 8.       |
| Mamed Agajev          | 84 kg       | E csoport · Tarasz Danyko (UKR) · DSQ · Gökhan Yavaşer (TUR) · DSQ                         | kizárták   | kizárták          | kizárták          | kizárták          | kizárták          | kizárták |

PP - döntő fölény

DSQ - kizárták

## Cselgáncs
Férfi
| Versenyző      | Versenyszám | Selejtező         | 32-es főtábla                   | Nyolcaddöntő                              | Negyeddöntő       | Elődöntő          | Vigaszág első kör                      | Vigaszág negyeddöntő | Vigaszág elődöntő | Bronz- mérkőzés   | Döntő             | Helyezés    |
| Versenyző      | Versenyszám | Ellenfél Eredmény | Ellenfél Eredmény               | Ellenfél Eredmény                         | Ellenfél Eredmény | Ellenfél Eredmény | Ellenfél Eredmény                      | Ellenfél Eredmény    | Ellenfél Eredmény | Ellenfél Eredmény | Ellenfél Eredmény | Helyezés    |
| -------------- | ----------- | ----------------- | ------------------------------- | ----------------------------------------- | ----------------- | ----------------- | -------------------------------------- | -------------------- | ----------------- | ----------------- | ----------------- | ----------- |
| Armen Nazarjan | Légsúly     |                   | Alexandre Lee (BRA) · 0101-0001 | Maszud Hádzsi Áhóndzáde (IRI) · 0001-0010 |                   |                   | Jean-Claude Cameroun (CMR) · 0000-1000 | kiesett              | kiesett           | kiesett           |                   | helyezetlen |

## Ökölvívás
| Versenyző           | Versenyszám | Selejtező                     | Nyolcaddöntő              | Negyeddöntő               | Elődöntő          | Döntő             | Helyezés |
| Versenyző           | Versenyszám | Ellenfél Eredmény             | Ellenfél Eredmény         | Ellenfél Eredmény         | Ellenfél Eredmény | Ellenfél Eredmény | Helyezés |
| ------------------- | ----------- | ----------------------------- | ------------------------- | ------------------------- | ----------------- | ----------------- | -------- |
| Alekszan Nalbandjan | Papírsúly   | Rédouane Asloum (FRA) · 27-20 | Nadzsáh Ali (IRQ) · 24-11 | Cou Si-ming (CHN) · 12-20 | kiesett           | kiesett           | 5.       |

## Sportlövészet
Férfi
| Versenyző        | Versenyszám    | Selejtező | Selejtező | Döntő | Döntő    |
| Versenyző        | Versenyszám    | Pont      | Helyezés  | Pont  | Helyezés |
| ---------------- | -------------- | --------- | --------- | ----- | -------- |
| Norajr Bahtamjan | Légpisztoly    | 582       | 6.**      | 681,9 | 7.       |
| Norajr Bahtamjan | Szabadpisztoly | 564       | 3.*       | 654,8 | 4.       |

* - egy másik versenyzővel azonos eredményt ért el

** - három másik versenyzővel azonos eredményt ért el

## Súlyemelés
Férfi
| Versenyző                   | Versenyszám | Szakítás                 | Szakítás                 | Lökés                    | Lökés                    | Összesen | Helyezés |
| Versenyző                   | Versenyszám | Eredmény                 | Helyezés                 | Eredmény                 | Helyezés                 | Összesen | Helyezés |
| --------------------------- | ----------- | ------------------------ | ------------------------ | ------------------------ | ------------------------ | -------- | -------- |
| Armen Gazarjan              | 56 kg       | 135,0                    | 5.                       | 160,0                    | 4.**                     | 295,0    | 4.       |
| Gevorg Alekszanjan          | 77 kg       | 162,5                    | 5.                       | érvényes kísérlet nélkül | érvényes kísérlet nélkül | kiesett  | kiesett  |
| Tigran Vardani Martiroszjan | 85 kg       | 167,5                    | 6.*                      | 200,0                    | 5.*                      | 367,5    | 7.       |
| Asot Danieljan              | +105 kg     | érvényes kísérlet nélkül | érvényes kísérlet nélkül | kiesett                  | kiesett                  | kiesett  | kiesett  |

* - három másik versenyzővel azonos eredményt ért el

** - négy másik versenyzővel azonos eredményt ért el

## Tenisz
Férfi
| Versenyző           | Versenyszám | 64-es főtábla                  | 32-es főtábla     | Nyolcaddöntő      | Negyeddöntő       | Elődöntő          | Bronz- mérkőzés   | Döntő             | Helyezés |
| Versenyző           | Versenyszám | Ellenfél Eredmény              | Ellenfél Eredmény | Ellenfél Eredmény | Ellenfél Eredmény | Ellenfél Eredmény | Ellenfél Eredmény | Ellenfél Eredmény | Helyezés |
| ------------------- | ----------- | ------------------------------ | ----------------- | ----------------- | ----------------- | ----------------- | ----------------- | ----------------- | -------- |
| Szargisz Szargszjan | Egyes       | Ivan Ljubičić (CRO) · 3-6, 2-6 | kiesett           | kiesett           | kiesett           | kiesett           | kiesett           | kiesett           | 33.      |

## Úszás
Női
| Versenyző          | Versenyszám | Előfutam | Előfutam | Előfutam | Elődöntő | Elődöntő | Elődöntő | Döntő   | Döntő    |
| Versenyző          | Versenyszám | Idő      | Hely.    | Össz.    | Idő      | Hely.    | Össz.    | Idő     | Helyezés |
| ------------------ | ----------- | -------- | -------- | -------- | -------- | -------- | -------- | ------- | -------- |
| Varduhi Avetiszjan | 100 m mell  | 1:18,87  | 2.       | 42.      | kiesett  | kiesett  | kiesett  | kiesett | kiesett  |